# Emile Meyer
Emile G. Meyer (* 18. August 1910 in New Orleans, Louisiana; † 19. März 1987 in Covington, Louisiana) war ein US-amerikanischer Schauspieler.

## Leben und Karriere
Nachdem er zunächst verschiedenen Tätigkeiten als Hafenarbeiter, Versicherungskaufmann und Taxifahrer nachgegangen war, kam Emile Meyer vergleichsweise spät zur Schauspielerei. Star-Regisseur Elia Kazan entdeckte ihn in einer Theaterproduktion in New Orleans, mochte sein Schauspiel und gab ihm eine kleinere Sprechrolle in seinem Film Unter Geheimbefehl. Nach Meyers Filmdebüt in Unter Geheimbefehl aus dem Jahr 1950 schaffte er binnen kurzer Zeit den Sprung von kleinen, im Abspann unerwähnten Auftritten zu substanziellen Nebenrollen. Sein wuchtig und streng wirkendes Äußeres legte ihn vorrangig auf Schurkenrollen fest, besonders häufig in Western oder Thrillern, die aber mitunter auch eine gewisse Sympathie ausstrahlen konnten. Das bekannteste Beispiel für eine solche Besetzung ist sein Auftritt als eigensinniger Landbesitzer Rufus Ryker im Westernklassiker Mein großer Freund Shane (1953) an der Seite von Alan Ladd und Jean Arthur. In dieser Rolle trug er einen weißen Rauschebart, der für ihn ansonsten aber untypisch war. Weitere bekannte Filmauftritte übernahm er als korrupter Polizist im Film noir Dein Schicksal in meiner Hand (1957) an der Seite von Burt Lancaster und Tony Curtis, als Geistlicher in Stanley Kubricks Antikriegsstreifen Wege zum Ruhm (1957) und – in einer seiner größten Rollen – als Gefängnisdirektor in Don Siegels Häftlingsdrama Terror in Block 11 (1954).
In den 1960er-Jahren ließ die Qualität seiner Rollenangebote zunehmend nach, dennoch war er bis 1977 in insgesamt rund 125 Film- und Fernsehproduktionen zu sehen. Seine letzte Rolle hatte er 1977 im billig produzierten Western The Legend of Frank Woods mit Troy Donahue in der Hauptrolle. Emile Meyer starb 1987 im Alter von 76 Jahren an den Folgen einer Alzheimer-Erkrankung.

## Filmografie (Auswahl)
- 1950: Unter Geheimbefehl (Panic in the Streets)
- 1951: Die Spur führt zum Hafen (The Mob)
- 1951: Der Seewolf von Barracuda (The Sea Hornet)
- 1951: Die Nacht der Wahrheit (The Big Night)
- 1951: Der Mordprozeß O’Hara (The People Against O’Hara)
- 1951: Verfolgt (Tomorrow Is Another Day)
- 1952: Wir sind gar nicht verheiratet (We’re Not Married!)
- 1952: Stärker als Ketten (Carbine Williams)
- 1952: Herrin der Gesetzlosen (Hurricane Smith)
- 1952: Tommy macht das Rennen (Boots Malone)
- 1953: Mein großer Freund Shane (Shane)
- 1953: Frauen in der Nacht (Girls in the Night)
- 1954: Terror in Block 11 (Riot in Cell Block 11)
- 1954: Stadt der Verdammten (Silver Lode)
- 1954: Freibrief für Mord (Shield for Murder)
- 1955: Die Saat der Gewalt (Blackboard Jungle)
- 1955: Der Einzelgänger (Man with the Gun)
- 1955: Einer gegen alle (Stranger on Horseback)
- 1955: Das Mädchen auf der Samtschaukel (The Girl in the Red Velvet Swing)
- 1955: Die weiße Feder (White Feather)
- 1955: Der Mann mit dem goldenen Arm (The Man with the Golden Arm)
- 1955: Drei Rivalen (The Tall Men)
- 1957: Der Held von Brooklyn (The Delicate Delinquent)
- 1957: So enden sie alle (Baby Face Nelson)
- 1957: Dein Schicksal in meiner Hand (Sweet Smell of Success)
- 1957: Wege zum Ruhm (Paths of Glory)
- 1958: Der Henker ist unterwegs (The Lineup)
- 1959: Der Henker wartet schon (Good Day for a Hanging)
- 1959: Northwest Passage (Fernsehserie, Folge The Bound Women)
- 1959: Peter Gunn (Fernsehserie, 1 Folge)
- 1960: 77 Sunset Strip (Fernsehserie, 1 Folge)
- 1961: Der tanzende Gangster (The George Raft Story)
- 1961/1965: Perry Mason (Fernsehserie, 2 Folgen)
- 1963: Eine zu viel im Bett (Move Over, Darling)
- 1965: Mein Onkel vom Mars (My Favorite Martian; Fernsehserie, 1 Folge)
- 1967: Texas-Desperados (Hostile Guns)
- 1969: Killer Cain (More Dead Than Alive)
- 1970/1972: Bonanza (Fernsehserie, 2 Folgen)
- 1973: Revolte in der Unterwelt (The Outfit)
- 1974: Macon County Line
- 1974: FBI (Fernsehserie, 1 Folge)
- 1977: The Legend of Frank Woods